# Parafia Najświętszego Serca Pana Jezusa w Bielsku-Białej
Parafia pw. Najświętszego Serca Pana Jezusa w Bielsku-Białej – parafia rzymskokatolicka znajdująca się w Bielsku-Białej. Należy do Dekanatu Bielsko-Biała I – Centrum diecezji bielsko-żywieckiej. Jest prowadzona przez księży diecezjalnych.
Pierwszy kościół w tym miejscu (gdzie w okresie międzywojennym znajdowało się wysypisko śmieci), będący filią parafii św. Mikołaja, został poświęcony w roku 1958. W 1977 erygowano odrębną parafię Najświętszego Serca Pana Jezusa i niewielka świątynia stała się kościołem parafialnym. Budowę obecnego kościoła rozpoczęto 27 stycznia 1981, pracami kierował ks. Emil Mroczek. 15 kwietnia 1984 biskup katowicki, Herbert Bednorz, dokonał poświęcenia kaplicy Miłosierdzia. Ponad dwa lata później, 26 października 1986, miała miejsce konsekracja nowego kościoła. Jest to największa świątynia w tej dzielnicy. Jako jedyny kościół w okolicy ma dwa miejsca do sprawowania liturgii. Kościół główny, większy z pięknie zdobionym prezbiterium, kasetonami. Kaplica adoracji, otwarta cały dzień, do wieczora. Zarówno w głównym kościele jak i kościele bocznym znajdują się wmurowane ołtarze, piękne sufity. Osobliwością świątyni jest to, że zarówno w kościele głównym, jak i kaplicy adoracji postawiono organy piszczałkowe. W kaplicy mniejsze, 14-głosowe wybudował Wacław Biernacki, a w kościele głównym wybudowano dość duże, 28-głosowe mechaniczne organy. Twórcą ich jest Włodzimierz Truszczyński. Totalną osobliwością świątyni jest fakt istnienia całodobowego konfesjonału, w którym dyżury w miarę możliwości pełnią różni księża z całego terenu diecezji.